# Innendienst (Wirtschaft)
Der Innendienst ist in Wirtschaft und Verwaltung eine Arbeitsorganisation, bei der Arbeitskräfte ihren Arbeitsplatz meist innerhalb der Arbeitsstätte haben und überwiegend oder ganz keine unmittelbaren Kundenkontakte wahrnehmen. Pendant ist der Außendienst.

## Allgemeines
Der Innendienst erstreckt sich in Unternehmen auf die betrieblichen Funktionen der Finanzierung, interne Revision, Organisation, Personalwesen, Planung, Produktion, Rechnungswesen, Stabsstellen und Verwaltung. Zum Außendienst zählen insbesondere Einkäufer (Beschaffung) und Verkäufer (Vertrieb). Historisch gehörten zum Innendienst diejenigen Abteilungen, die sich mit der Abwicklung von Aufträgen und Bestellungen befassten. Hier koordinierte der Innendienst die zur Erstellung der Produkte oder Dienstleistungen relevanten Abteilungen.

## Arten
Beim Innendienst kann zwischen administrativem und akquisitorischen Innendienst unterschieden werden. Zum rein administrativen Innendienst gehört das gesamte Backoffice, der Helpdesk oder das IT-Service-Management; der akquisitorische Innendienst setzt sich insbesondere aus Callcenter und Telefonverkauf zusammen (englisch outbound call center).
Bei Behörden mit Außendienst wie Finanzamt (Außenprüfung), Forstbehörde (Förster), Hauptzollamt (Zöllner), Polizei (Streifendienst) oder Bundesanstalt für den Güterfernverkehr dient der Innendienst der Abgrenzung zum bedeutsamen Außendienst, wobei der Innendienst die Abwicklung der Amtshandlungen des Außendienstes übernimmt. Auch beim Militär wird zwischen Innen- und Außendienst unterschieden. Das Geschäftszimmer ist ein charakteristischer Teil des Innendienstes bei der Bundeswehr.

## Aufgaben
Der Innendienst ist insbesondere betraut mit rein administrativen Tätigkeiten wie Management, operativer Unterstützung des Außendienstes, Inbound-Kundenservice Facilitymanagement oder Produktmanagement.
Im Bankwesen sieht die vorgeschriebene Funktionstrennung eine strikte Trennung zwischen dem Außendienst als Marktseite und dem Innendienst als Marktfolge vor. Im Versicherungswesen gibt es die Besonderheit, wonach das Personalwesen im Regelfall nur für den Innendienst zuständig ist, während der Außendienst von der Vertriebsabteilung betreut wird.

## Organisatorische Aspekte
Für die Funktionstrennung zwischen Innen- und Außendienst sprechen Standortvorteile (Innendienst in der Zentrale, Außendienst in kundennahen Filialen), höhere Arbeitsteilung und Spezialisierung, höhere Arbeitsmotivation beim Verkaufspersonal sowie eine manipulationsfreie Fakturierung und Reklamation. Dem stehen hohe Koordinations- und Informationskosten gegenüber.

## Abgrenzung
Findet eine Kontaktaufnahme von Mitarbeitern lediglich durch Kommunikationsmittel (Telefon, Videokonferenz) vom Arbeitsplatz aus statt, so gehört diese Tätigkeit noch zum Innendienst. Das gilt auch für das Home Office oder die Telearbeit, bei denen sich der Arbeitsplatz zwar nicht in der Arbeitsstätte befindet, aber meist kein direkter Kundenkontakt vorhanden ist. Besteht jedoch die Tätigkeit in Home Office, bei Telearbeit oder am betrieblichen Arbeitsplatz überwiegend oder ganz aus unmittelbaren persönlichen Kundenkontakten, liegt Außendienst vor.  